# Viljem II. Egmontski
Viljem II., gospod Egmontski ali Viljem II., gospod Egmondski (ok. 1230 – 30. marec 1304) je bil vladajoči gospod Egmonda.

## Življenje
Bil je sin Gerarda, gospoda Egmontskega in neznane matere, morda Beatris, hčere Wouterja Haarlemskega ali Mabilije. Po očetovi smrti okoli božiča 1242 je postal gospod Egmontski. Ker je bil še mladoleten, je bil do leta 1248 pod varstvom regenta, njegovega drugega bratranca Walterja / Wouterja "Stoutkinda" ("poredni otrok") Egmontskega.
Leta 1258 je prenesel gospoščine Spanbroek, Oudedorp, Oudkarspel in Wadeweij na holandskega grofa Florisa V. V zameno je prejel gospoščino Warmhuizen. Kupil je nekaj ozemlja severno od Egmonda, blizu Huisduinena in Bergna, in začel razvijati to območje v naslednjih letih.
Viljem je leta 1282 sodeloval v pohodu proti Friziji in bil nagrajen z desetino gospoščine Hemerta. Poleti 1283 je nizozemski grof Floris V. gospostvo Egmont razglasil za svobodno visoko gospostvo. To je pomenilo, da je Viljem II. Egmontski postal podložnik holandskega grofa in ne več opatije Egmond. Po umoru Florisa V. leta 1296 je spremljal novega nizozemskega grofa Janeza I. na potovanju v Anglijo, kjer se je Janez nameraval poročiti s hčerko angleškega kralja. Janez I. Holandski, ga je nato povabil na njegovo poroko z Elizabeto Rhuddlansko ali Elizabeto Angleško leta 1297. Kasneje istega leta je Viljemova žena umrla, Gerard, njegov edini sin, pa je umrl leta 1300. Po njegovi smrti leta 1304 ga je nasledil njegov vnuk Viljem III.

## Poroka in potomci
Viljem je bil poročen z Ado Blancho della Torro (1222-1297). Imela sta vsaj dva otroka:
- Gerard ( ok. 1260 –1300), poročen z Elizabeto Strijensko. Med njunimi potomci so bili:
  - Viljem III., gospod Egmontski (1271 - 1312)
  - Valter II., gospod Egmontski (1283 - 1321)
- Halewina (rojena ok. 1285 ), poročila se je s Henrikom iz Cuyka, gradiščanom Leidna

Viljem II. Egmontski je imel tudi zunajzakonsko zvezo z Mabilio de Wael (1250), s katero je imel 1 nezakonskega sina, Jakoba de Waela (1280)

## Poglej tudi
- Seznam gospodov in grofov Egmontskih